# 里维利亚德瓦拉哈斯
里维利亚德瓦拉哈斯，是西班牙卡斯蒂利亚-莱昂阿维拉省的一个市镇。 总面积24km2, 总人口92人（2001年），人口密度4人/km2。